# Élections générales téneliennes de 2021
Les élections générales téneliennes de 2021 ont lieu de manière anticipée le 25 mars 2021 afin d'élire la 50e législature de la Chambre d'assemblée de Terre-Neuve-et-Labrador. 
Organisées deux ans avant la date prévue en raison d'un changement de premier ministre en cours de législature, les élections sont exceptionnellement organisées intégralement sous la forme d'un vote postal du fait de la pandémie de Covid-19.
Le parti libéral du premier ministre Andrew Furey remporte la majorité absolue des sièges.

## Contexte
Les élections de mai 2019 sont marquées par le recul du Parti libéral au pouvoir depuis 2015. Le parti perd ainsi la majorité absolue des suffrages mais aussi et surtout celles des sièges à la chambre, passant de 31 à 20 sièges. L'égalité stricte de ces derniers entre gouvernement et opposition, dû à un nombre total de siège pair, permet au premier ministre Dwight Ball de se maintenir. C'est la première fois qu'un gouvernement minoritaire est mis en place dans la province, ainsi que la première fois qu'un parti n'obtient pas trois majorités successives.
Les élections suivantes sont alors prévues pour le 10 octobre 2023. Dwight Ball est cependant remplacé par Andrew Furey au poste de premier ministre le 19 août 2020. Or, la loi électorale ténelienne impose que de nouvelles élections soient organisées dans un délai d'un an à partir de la date d'un changement de premier ministre. Furey demande par conséquent le 15 janvier 2021 à la lieutenante-gouverneure Judy Foote de convoquer un nouveau scrutin pour le 13 février suivant. Le contexte de la pandémie de Covid-19 amène à son organisation sous forme intégralement postale, tandis qu'une résurgence de foyers de contagion dans la province entraîne plusieurs reports successifs de la date limite d'envoi des bulletins de vote à différentes dates du mois de mars, avant que celle du 25 ne soit finalement retenue,.

## Système électoral
La Chambre d'assemblée est composée de 40 sièges pourvus pour quatre ans au scrutin uninominal majoritaire à un tour dans autant de circonscriptions électorales,.

## Forces en présence
| Parti politique | Parti politique                                                     | Idéologie                                               | Chef           | Députés      | Députés            | Députés   |
| Parti politique | Parti politique                                                     | Idéologie                                               | Chef           | Élus en 2019 | A la disso- lution | Candidats |
| --------------- | ------------------------------------------------------------------- | ------------------------------------------------------- | -------------- | ------------ | ------------------ | --------- |
|                 | Parti libéral Liberal Party (Libéral)                               | Centre Libéralisme                                      | Andrew Furey   | 20           | 19                 | 40        |
|                 | Parti progressiste-conservateur Progressive Conservative Party (PC) | Centre droit Conservatisme, troisième voie, red torisme | Ches Crosbie   | 15           | 15                 | 40        |
|                 | Nouveau Parti démocratique New Democratic Party (NPD)               | Centre gauche Social-démocratie                         | Alison Coffin  | 3            | 3                  | 33        |
|                 | Alliance (NL)                                                       | Centre Populisme, gouvernement ouvert                   | Graydon Pelley | 0            | 0                  | 6         |
|                 | Indépendants                                                        | Indépendants                                            | Indépendants   | 2            | 3                  | 8         |
|                 | Vacant                                                              | Vacant                                                  | Vacant         | 0            | 0                  | 0         |
| Total           | Total                                                               | Total                                                   | Total          | 40           | 40                 | 127       |

## Résultats
|                           |                                      |         |       |      |        |               |
| Parti                     | Parti                                | Votes   | %     | +/–  | Sièges | +/–           |
|                           | Parti libéral (LIB)                  | 86 180  | 48,24 | 4,24 | 22     | 2             |
|                           | Parti progressiste-conservateur (PC) | 69 314  | 38,80 | 3,77 | 13     | 2             |
|                           | Nouveau Parti démocratique (NPD)     | 14 324  | 8,02  | 1,71 | 2      | 1             |
|                           | Alliance (NLA)                       | 557     | 0,31  | 2,08 | 0      | en stagnation |
|                           | Indépendants                         | 8 257   | 4,62  | 0,12 | 3      | 1             |
|                           |                                      |         |       |      |        |               |
| Votes valides             | Votes valides                        | 178 632 |       |      |        |               |
| Votes blancs et invalides |                                      |         |       |      |        |               |
| Total                     | Total                                |         | 100   | -    | 40     | en stagnation |
| Abstention                |                                      |         |       |      |        |               |
| Inscrits / participation  |                                      |         |       |      |        |               |

## Analyse
Le scrutin est remporté par le Parti libéral sortant, permettant à Andrew Furey non seulement d'être reconduit à la tête du gouvernement, mais également de disposer désormais d'une majorité absolue à la chambre. La défaite du Parti progressiste-conservateur et du Nouveau Parti démocratique est marquée par la perte par leurs dirigeants de leurs sièges respectifs.